# Brignoliella ratnapura
Brignoliella ratnapura är en spindelart som beskrevs av Shear 1988. Brignoliella ratnapura ingår i släktet Brignoliella och familjen Tetrablemmidae.
Artens utbredningsområde är Sri Lanka. Inga underarter finns listade.